# Dysstroma subapicaria
Dysstroma subapicaria là một loài bướm đêm trong họ Geometridae.